# Renoir (počítačová hra)
Renoir je videohra z roku 2016. Původně ji vytvářelo české studio Soulbound Games. Kvůli problémům s financemi a neúspěchu kickstarterové kampaně však hru odkoupilo vydavatelství 1C Company. Hru následně dokončilo estonské studio Black Wing Foundation.

## Hratelnost
Renoir je černobílá logická plošinovka v 2D perspektivě. Hráč ovládá detektiva Renoira a řeší různé logické hádanky. Musí se vyhýbat světlu a využívat okolní duchy, které může hráč ovládat a naplánovat jim postup.

## Příběh
Hlavním hrdinou je detektiv James Renoir. Renoir musel čelit vlivu mafiánských rodin, jež mají silný vliv ve městě. Renoir svůj zoufalý boj prohrával, ale s příchodem nového mladého politika se situace zlepšila. Renoir je však zavražděn a nyní musí vyšetřit svou smrt.